# Chrysochloroma herbida
Chrysochloroma herbida är en fjärilsart som beskrevs av Louis Beethoven Prout 1925. Chrysochloroma herbida ingår i släktet Chrysochloroma och familjen mätare. Inga underarter finns listade i Catalogue of Life.